# Bertolt-Brecht-Gymnasium (Brandenburg an der Havel)
Das Bertolt-Brecht-Gymnasium ist ein staatliches Gymnasium mit offenem Ganztagsangebot in Brandenburg an der Havel. Die Schule ist eines von drei Gymnasien in der Stadt.

## Geschichte
Die Schule wurde 1964 als Polytechnische Oberschule (POS) „Bertolt Brecht“ gegründet. Dies geschah im Zuge des planmäßigen Aufbaus des Neubau-Stadtteils Nord. Nach der deutschen Wiedervereinigung wurde die POS 1991 als Gymnasium weitergeführt. Im Rahmen einer Festveranstaltung im Brandenburger Theater wurde das Gymnasium 1996 erneut nach Bertolt Brecht benannt. 2008 wurde das Märkische Gymnasium „Friedrich Grasow“ im Stadtteil Hohenstücken mit dem Bertolt-Brecht-Gymnasium zusammengelegt.
Neben dem Von Saldern-Gymnasium Europaschule und dem privaten Dom-Gymnasium ist das Bertolt-Brecht-Gymnasium eine der Hauptbildungseinrichtungen in der Region. Zudem ist das Gymnasium Partnerschule des Campusschulen-Netzwerkes der Universität Potsdam. Eine Schulpartnerschaft besteht mit der Gesamtschule Nr. 67 in Magnitogorsk in der Oblast Tscheljabinsk in Russland (МАОУ „СОШ № 67“ (Муниципального автономного общеобразовательного учреждения «Средняя общеобразовательная школа № 67»)). Zudem finden regelmäßige Schüleraustausche mit zwei Partnerschulen in Tucson, Arizona (USA) der Morana Highschool und der Mountain View Highschool statt.
2018 bekam Ute Schulz vom Bertolt-Brecht-Gymnasium den Lehrerpreis des Landes Brandenburg verliehen. Ein Jahr später, 2019, wurde das Bertolt-Brecht-Gymnasium als „Schule mit hervorragender Berufs- und Studienorientierung“ ausgezeichnet.

## Lage und Architektur
Das etwa 24.000 m² große Schulgelände befindet sich im Brandenburger Stadtteil Nord, zwischen Prignitzstraße im Süden und Silokanal im Norden. Das Hauptgebäude hat drei Stockwerke und ein Satteldach. Die symmetrischen Flügel werden zur Südseite von jeweils zehn Fensterachsen gegliedert. Mittig kragt ein Vordach über der Treppe zum Haupteingang aus. 2019 beschloss die Brandenburger Stadtverordnetenversammlung die Sanierung der Südfassade des Hauptgebäudes sowie den Neubau einer Mensa.

## Schulische und außerschulische Angebote
Mit „Brecht-Connect“ bietet das Bertolt-Brecht-Gymnasium ein ständiges Konzept zur Berufs- und Studienorientierung an. Dabei werden ehemalige Schüler, Eltern sowie Freunde und Förderer der Schule als Berufspaten für die Schüler des Gymnasiums eingesetzt. Die Schüler bekommen die Möglichkeit in regelmäßig stattfindenden Berufedatings im direkten Austausch mit den Berufspaten Berufe oder Berufsfelder besser kennenzulernen.
Das Bertolt-Brecht-Gymnasium ist die einzige Schule in Brandenburg an der Havel, die einen Leistungskurs in Psychologie führt. Sie nimmt regelmäßig an der First Lego League teil.

## Bekannte Ehemalige
- Lars Beilfuß (* 1976), Sportler (Rudern), Abitur 1995
- Theresa Scholze (* 1980), Schauspielerin, Abitur 1999